# Henson (Mondkrater)
Henson ist ein Einschlagkrater in der Südpolregion der Mondrückseite.

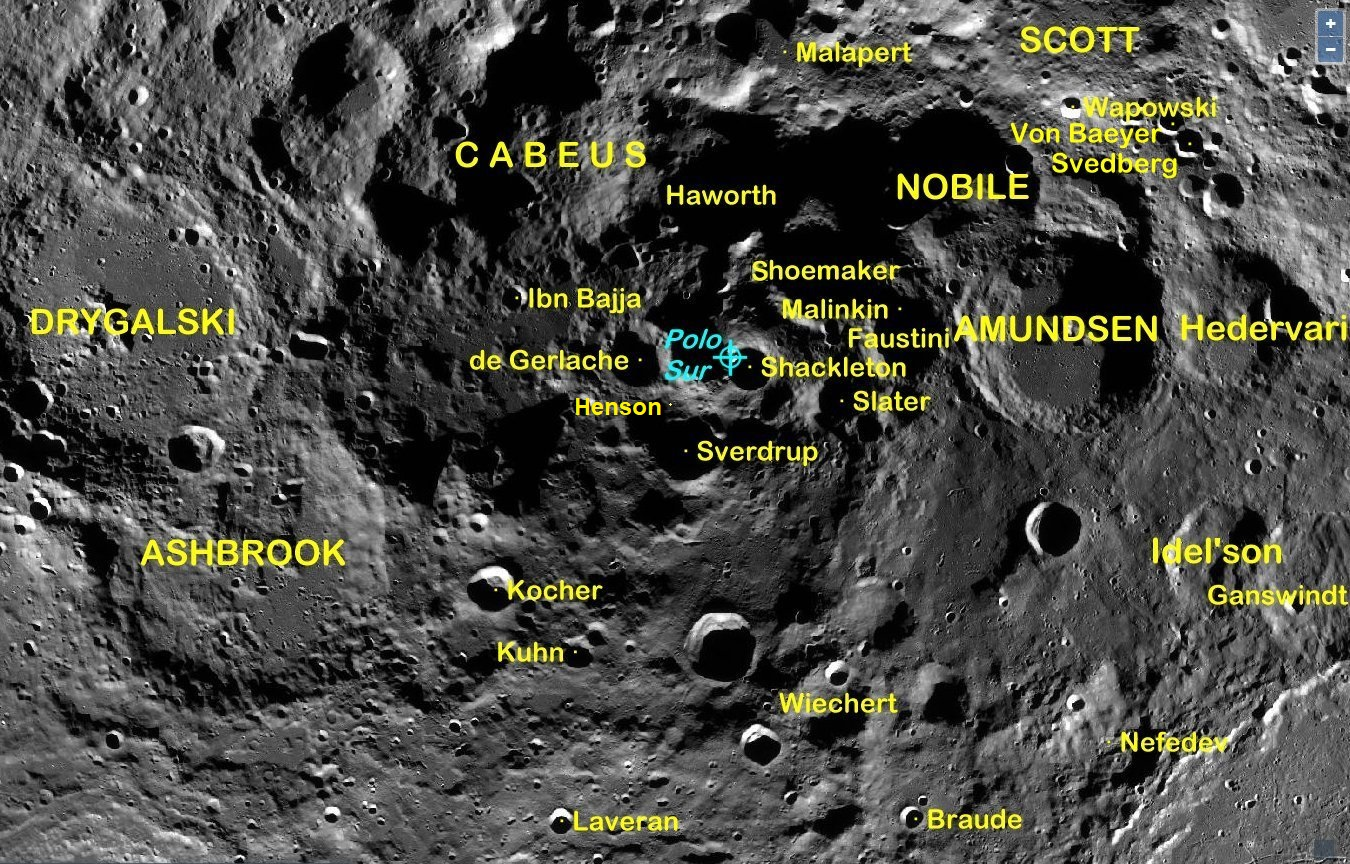
Südpolregion, Henson liegt links unterhalb des Südpols

Der Krater liegt in unmittelbarer Nähe des Südpols. Der südlichste Breitengrad des Kraters liegt bei 89,24°, das heißt, die Entfernung zum Südpol beträgt nur 0,76°, was gut 20 km entspricht. Er ist von zwei weiteren Kratern überlagert, de Gerlache im Osten und Sverdrup im Westen, in nördlicher Richtung trifft man auf Ashbrook.
Henson muss wegen oben genannter Überlagerungen älter als de Gerlache und Sverdrup und damit älter als 3,9 Ga sein. Im Kraterinneren finden sich permanent beschattete Regionen, in denen es Wassereis geben könnte. Der Kraterboden ist so kalt, dass Teile sogar durch Trockeneis bedeckt sein könnten. Da einige Kraterbereiche mit einem Rover erreicht werden könnten, ist diese Gegend für künftige Mondmissionen interessant.
Der Krater wurde im Jahre 2021 von der IAU offiziell nach dem US-amerikanischen Polarforscher Matthew Henson benannt.